# Liguria di Levante (vino)
Ligura di Levante è una IGT riservata ad alcuni vini prodotti nella provincia della Spezia.

## Tipologie
Vini bianco, rosso, rosato e passito, prodotti su terreni a vocazione vitivinicola ad un'altitudine non superiore ai m.500 s.l.m.